# Marjine (hromada Krasnopilla)
Marjine (ukr. Мар'їне) – wieś na Ukrainie, w obwodzie sumskim, w rejonie sumskim, w hromadzie Krasnopilla. W 2001 liczyła 58 mieszkańców.